# 한상운 (축구 선수)
한상운(韓相云、1986년 5월 3일 ~ )은 대한민국의 전 축구 선수로서 포지션은 공격수였다.

## 클럽 생활
2009 K리그 드래프트를 통해 부산 아이파크에 입단하였으며 데뷔 첫 시즌 23경기에 출전하여 2골을 기록하였다. 2011 K리그 시즌에는 32경기 출전하여 9골 8도움을 기록하여 팀의 6강 플레이오프 진출을 이끌었다.
2012년 장학영을 상대로 트레이드되어 성남으로 이적하여 팀을 홍콩챌린지컵 우승에 공헌하였다. 그러나, 2012 시즌에 들어 극심한 부진이 이어졌고, 1골 1도움이라는 초라한 성적을 기록하였다. 결국, 그 해 7월 6일, J리그 주빌로 이와타로 이적하여 1골을 기록하였으나, J리그에서도 부진을 면치 못했다.
2012년 12월, 김호곤 감독의 끈질긴 구애로 울산 현대에 이적하였고, 2013시즌을 맞아 완벽히 부활하여 8골 7도움을 기록하는 맹활약을 펼쳤고, 팀의 준우승을 이끄는 데 공헌하였다.
2014년 5월 11일에 열린 부산과의 홈 경기에서 전반 10분에 얻어낸 페널티킥은 실축했지만, 후반 29분에는 팀의 쐐기골을 기록하며, 군 입대 전 고별 경기에서 3-0 승리를 이끌어낸 후, 팀 동료 강민수와 함께 상무에 입대하여 상주를 2015 K리그 챌린지 우승에 일조하였고, 2016년 2월 18일에 전역하여 울산에 복귀하였다.
2017 시즌에는 울산을 34년 만에 FA컵 우승을 달성 한 후, 자유계약으로 풀려났으며, 2018년 7월 7일에 수원 FC에 입단하였다.
2019 시즌을 앞두고 친정팀인 부산으로 복귀하였다.
2020시즌을 앞두고 K3리그의 강릉시청으로 임대 이적했다.
2021시즌을 앞두고 K3리그의 부산교통공사 축구단에 입단했다. 그 해에는 1년간 수비수로 주로 활동하며 K3리그 베스트일레븐에 수비수로 선정되었다.
2021 시즌 후, 현역 은퇴를 선언하며 선수 생활을 마무리했다.
이후 유소년 지도자 활동을 하고 있는 것으로 보인다.

### 선수 경력
- 2009년 ~ 2011년  부산 아이파크
- 2012년  성남 일화 천마
- 2012년  주빌로 이와타
- 2013년 ~ 2018년  울산 현대 축구단
- 2014년 ~ 2016년  상주 상무 (군 복무)
- 2018년  수원 FC
- 2019년  부산 아이파크
- 2020년  강릉시청 (임대)
- 2021년  부산교통공사

## 국가대표 경력
- 2011년 9월 5일 우즈베키스탄전을 앞두고 A매치 데뷔전을 치르게 되었다.

## 수상

### 클럽

#### 상주 상무
- K리그 챌린지
  - 우승 1회 : 2015

#### 울산 현대
- FA컵
  - 우승 1회 : 2017

## 참고 자료
- 베테랑 한상운이 강원-강릉 더비를 기대하는 이유